# Druid

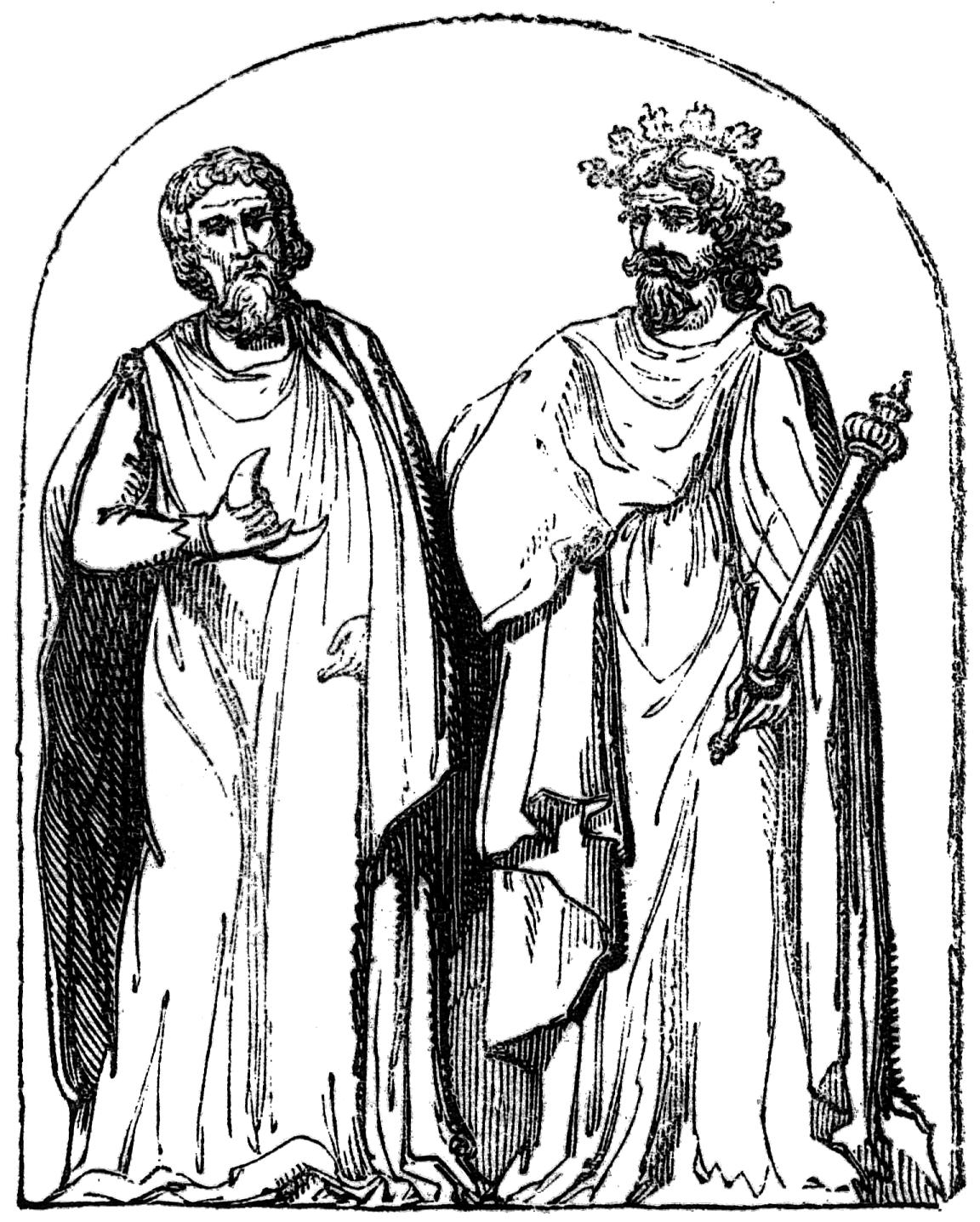
Dva druidi na rytině z 18. století reprodukující basreliéf z francouzského města Autun

Druidi byli vysoce postavení jedinci v předkřesťanské keltské společnosti, kteří zastávali funkci kněží, věštců, soudců, básníků, léčitelů a učenců. Zprávy o nich pochází z klasických a křesťanských zdrojů, přičemž ty nejstarší pochází z 3. století př. n. l., nikoliv však od Keltů samotných a přesná povaha jejich funkce je tak předmětem hypotéz. Doboví autoři je srovnávali s perskými mágy, řeckými pythagorejci a indickými askety. Po dobytí Galie a Británie Římany v 1. století docházelo k perzekuci druidů a později zcela zanikli v důsledku christianizace.
Slovo druid se zachovalo v několika podobách: starořeckém plurálu dryídai a drouídai, latinském plurálu druides a druidae, staroirském druad či druí, a velšském dryw či derwydd. Tradičně je vykládáno jako „dubový věštec“ či „znalec dubu“.
K odkazu druidů se hlásí neodruidismus, který zahrnuje různá hnutí s kulturním, esoterickým i novopohanským zaměřením.

## Zdroje
V klasických zdrojích se hovoří o tom, že Keltové měli tři třídy nábožensko-paměťových specialistů: bardy, kteří se zabývali skládáním a zpěvem oslavných i pomlouvačných písní, vates, kteří byli věštci, a nakonec filosofy-kněží zvané druidové. Druidi byli ctěni pro svou moudrost a svatost, vedli obětování, soudili a dohlíželi na ostatní, zda se nedopuští nevhodného chování. Římské zdroje také tvrdí, že druidi konali lidské oběti.
Hlavním zdrojem o druidech je především dílo Zápisky o válce galské Julia Caesara. Ten uvádí, že mezi Galy existovaly dvě privilegované třídy: druidi a šlechta (equites). Druidi prováděli soukromé i veřejné oběti, udíleli rady, soudili soukromé i veřejné spory, vyměřovali tresty, nechodili do války a neplatili daně. Těm, co je neposlechli, zakazovali účast na obětech, což bylo považováno za nejhorší trest. Učení na druida trvalo až dvacet let a zahrnovalo znalost dávných veršů, astronomie, přírodní filosofie a mytologie. Jeden z druidů býval ustanoven vůdcem ostatních a jednou ročně se scházeli na území kmene Karnutů ve střední Galii a soudili spory.
Další zdroje pochází z christianizovaného Walesu a především Irska, a hovoří o třech takových třídách. Bardové skládali a přednášeli nižší formy poesie, zatímco vyšší formy náleželi třídě básníků zvaných filid. Filid převzali částečně funkci druidů, kteří s christianizací ztratili svou kněžskou úlohu a slovo druid se počalo chápat jako výraz pro čaroděje. Čarovná moc, ale především věštby (fáth) byly připisovány také fáithům.